# Sonbhadra
Sonbhadra (también conocida como Robertsganj) es una ciudad y municipio situada en el distrito de Sonbhadra en el estado de Uttar Pradesh (India). Su población es de 36689 habitantes (2011). 

## Demografía
Según el censo de 2011 la población de Sonbhadra era de 36689 habitantes, de los cuales 19294 eran hombres y 17395 eran mujeres. Sonbhadra tiene una tasa media de alfabetización del 83,97%, superior a la media estatal del 67,68%: la alfabetización masculina es del 89,32%, y la alfabetización femenina del 78,08%.